# Karol Mets
Karol Mets, född 16 maj 1993 i Viljandi, är en estländsk fotbollsspelare som spelar för FC Zürich och Estlands landslag.

## Klubbkarriär
Karol Mets slog igenom i Flora Tallinn säsongen 2011 och vann samma år Meistriliiga. I december 2014 värvades Mets av norska Viking FK för 1,5 miljoner norska kronor, och gjorde debut mot Mjøndalen IF den 6 april 2015. 
Den 31 juli 2017 tecknade Mets ett treårigt kontrakt med NAC Breda. Han gjorde sin debut i Eredivisie i en bortaförlust 1-4 mot Vitesse den 12 augusti 2017, när han hoppade in som ersättare för Arno Verschueren. Mets gjorde sitt första mål för NAC Breda den 20 september 2017, i en 3-4-förlust mot Achilles '29 i första omgången av KNVB Cup. 
Den 14 mars 2019 skrev Mets på för svenska mästarna AIK, ett kontrakt som sträcker sig till 31 december 2021. I oktober 2020 värvades Mets av saudiska Al-Ettifaq.

## Landslagskarriär
På landslagsnivå har Mets representerat sitt land i U19-, U21- och A-lagssammanhang. Han var med och spelade U19-EM på hemmaplan 2012. Han deltog i samtliga gruppspelsmatcher som alla slutade med förlust.

## Meriter
Flora Tallinn
- Meistriliiga: 2011
- Estländska cupen: 2011, 2013
- Estländska supercupen: 2011, 2012